# Pont sobre el Llobregat
El Pont sobre el Llobregat, o pont de Monistrol, és una obra gòtica de Monistrol de Montserrat (Bages) declarada Bé Cultural d'Interès Nacional.

## Descripció
El pont de Monistrol fou bastit sobre el riu Llobregat per unir les dues bandes del poble. El pont, aplanat i format per quatre arcs de mig punt (un d'ells tapiat) que descansen sobre pilars amb tallamars, ha estat eixamplat en superfície per permetre el tràfic rodat. Els arcs centrals foren reedificats després de la Guerra Civil amb arcs de mig punt amb la rosca formada amb pedres ben escairades. La llum de l'arc central fa 37 metres (rècord de Catalunya) i 25 metres de fletxa.

## Història
El pont fou bastit el 1317 per disposició de Bernat Escarrer, prior del monestir de Montserrat, a fi de facilitar els pelegrinatges al santuari. Zamora al segle xviii diu que fou transformat per no aguantar el tràfec de carruatges. El pont va ser restaurat després dels desperfectes soferts durant la guerra civil.